# ヘレニエン
ヘレニエン (helenien, heleniene) はキク科植物マリーゴールドの花弁に含まれる色素。フェルト状の赤色針状結晶で光および酸素に不安定。目の薬として用いられている。
点眼により体内に入ると、網膜上でエステル分解を受けてキサントフィルに変換され、薬理作用を発揮する。キサントフィルの共役二重結合部が網膜の色素上皮で酸素の担体として働き、網膜で好気的代謝を促進する。暗所で桿体細胞のロドプシン合成と錐体機能を促進することで視力を向上させる。